# Coixtlahuaca
Coixtlahuaca (chocho: Nguichee; mixteco: Yodzocoo; náhuatl: Cōāīxtlahuacān) fue un estado mesoamericano precolombino en la Mixteca Alta (ahora en el estado de Oaxaca, México). Su nombre significa "llanura de serpientes". 
El Estado también ejercía poder sobre los cuicatecanos. Coixtlahuaca fue un pueblo multiétnico, habitado por chochos y mixtecos. Además del chocho y otras lenguas mixtecas, el náhuatl fue utilizado como lengua franca. 

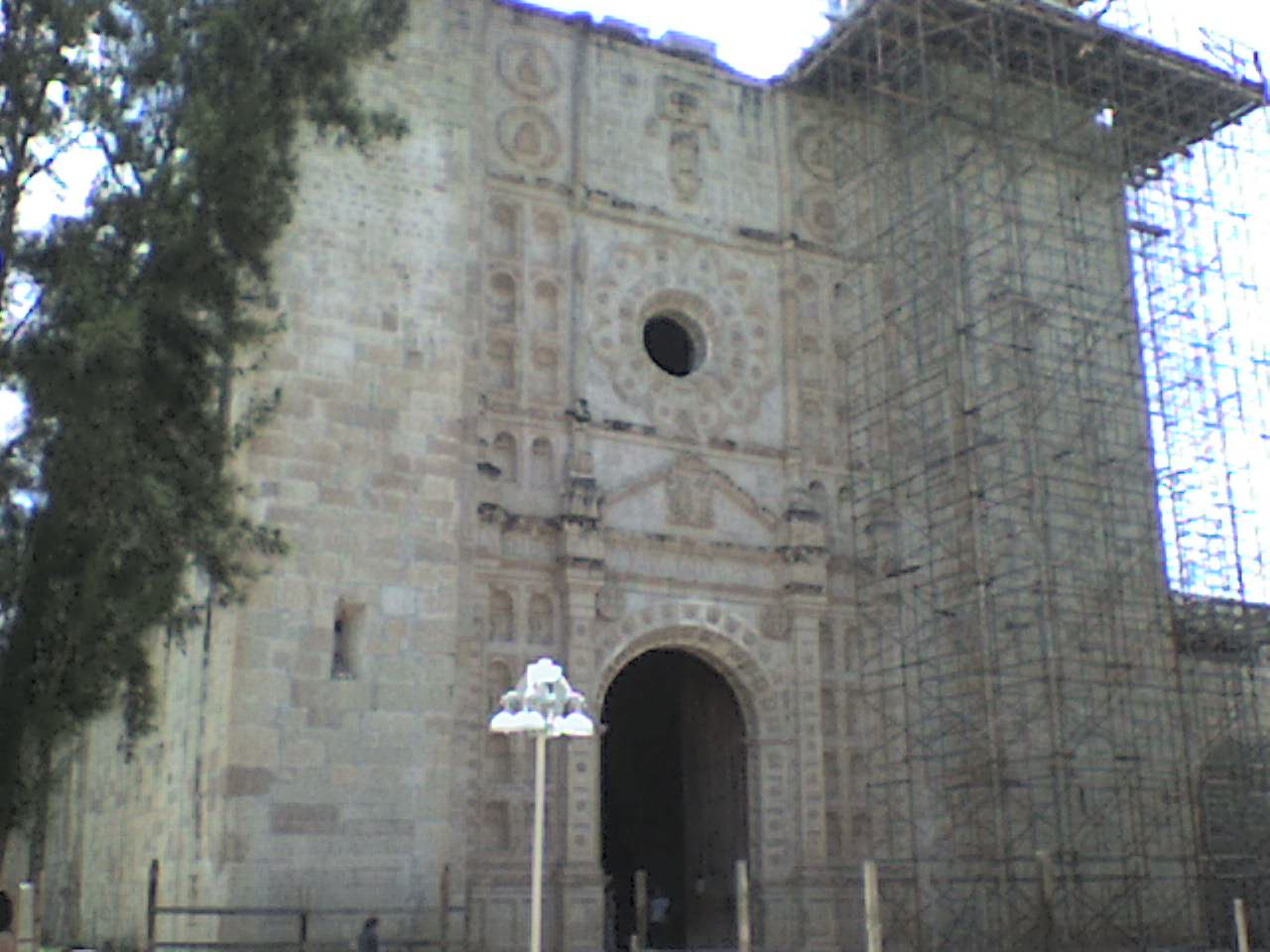
Convento Dominicano en San Juan Bautista Coixtlahuaca.

Coixtlahuaca fue conquistada por los aztecas bajo el mando de Moctezuma I en el siglo XV.
De acuerdo con Hernán Cortés, militares de Coixtlahuaca se rindieron a los españoles en septiembre de 1520. Coixtlahuaca fue incorporado en el Virreinato de Nueva España como el municipio de San Juan Bautista Coixtlahuaca, de la provincia de Oaxaca, y posteriormente con la Independencia y la creación de un México Independiente, siguió siendo un municipio, ahora en el Estado de Oaxaca, que futuramente sería un pueblo lleno de cultura y riqueza arquitectónica, tierra de mezcal y pulque, casa de la primera iglesia de la ruta dominicana. También acreedora del primer pan de huevo de la región, fruto de la combinación de la cultura nativa y española.